# Megasema avellanea
Megasema avellanea là một loài bướm đêm trong họ Noctuidae.